# Freie Vereinbarung
Die freie Vereinbarung ist ein Organisationsprinzip des Anarchismus und wird zwischen freien und selbstbestimmten Personen eingegangen.
Die freie Vereinbarung unterscheidet sich vom Vertrag durch die bedingungslose Aufkündbarkeit. Nachteile sind damit nicht verbunden. Sanktionen bei Nichterfüllung erfolgen nicht. Ein solches Prinzip setzt Einfühlungsvermögen, Verantwortlichkeit und Fähigkeit zu selbstbestimmtem Handeln der Teilnehmer voraus. Äußere Einflussnahmen und Zwänge sind hinderlich dabei. Der Anarchismus zielt mit der freien Vereinbarung auf die Stärkung der Kraft des Individuums. Die freie Vereinbarung soll in einer Gruppe von Gleichen ohne hierarchische Strukturen Handlungsfähigkeit ermöglichen; sie schließt nicht die Ergänzung durch einen Vertrag aus, dessen Aufkündigung Konsequenzen hat.